# 长苞腺萼木
长苞腺萼木（学名：Mycetia bracteata）为茜草科腺萼木属下的一个种。

## 扩展阅读
維基物種上的相關：长苞腺萼木